# Kyathos (Gefäß)

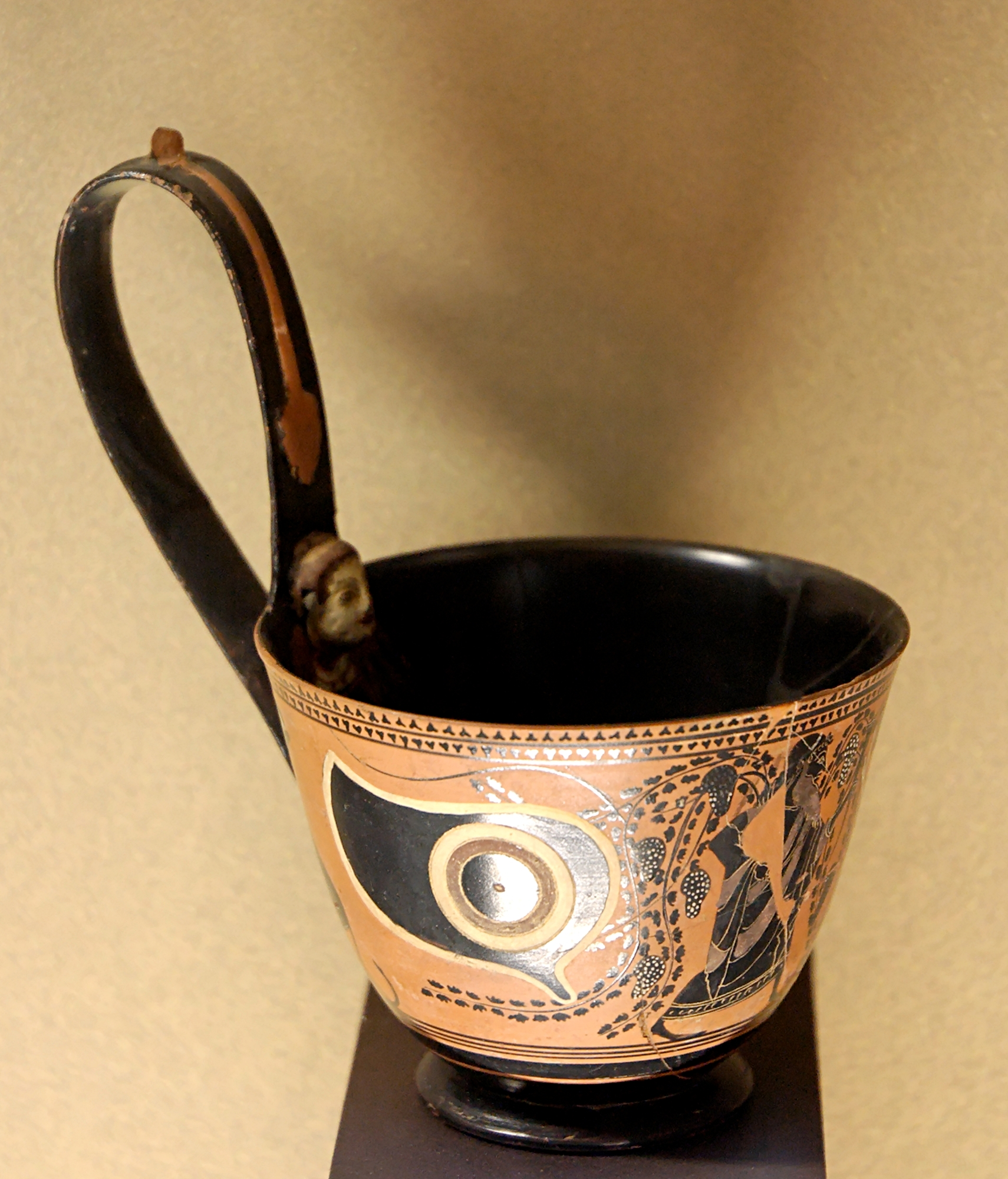
Dionysos und eine Mänade sowie seitliche Augen auf einem attisch-schwarzfigurigen Kyathos (550–540 v. Chr.), Louvre

Als Kyathos (Plural Kyathoi; altgriechisch κύαθος kýathos, lateinisch cyathus „Becher“) wird ein Gefäß beziehungsweise ein Werkzeug bezeichnet, das vor allem in der griechischen Antike, aber auch darüber hinaus Verwendung fand. Zudem bezeichnete Kyathos ein griechisches Hohlmaß, etwa 0,045 Liter enthaltend.
Zunächst war der Kyathos eine aus Metall gefertigte langstielige Schöpfkelle. Der Name wurde ebenfalls für aus Ton gefertigte Becher benutzt, die einen langen Henkel hatten. Auch diese Form des Kyathos wurde wie eine Kelle zum Schöpfen des Weines aus den Mischgefäßen in die Servierkannen benutzt. Neben den hoch gezogenen Schlaufenhenkeln ist ein Dorn an der Spitze des Henkels charakteristisch, an dem die schöpfende Person ihren Daumen zum besseren Halt des Gefäßes lagern konnte. Die keramischen Kyathoi zeichnen sich durch ihre Dünnwandigkeit und häufig auch durch griechische Vasenmalerei aus. Es ist nahezu sicher, dass die keramische Form sich an den metallenen Vorbildern orientiert. Wahrscheinlich wurde diese Form aus Etrurien übernommen und in erster Linie für den Export dorthin produziert. Besonders profiliert für die Produktion von Kyathoi für den etruskischen Markt war der berühmte Töpfer Nikosthenes, der auch hier attische und etruskische Strömungen zu verbinden vermochte. Von griechischen und etruskischen Werken wurden wohl auch die Kyathoi der daunischen Produktion beeinflusst.
Die Benennung des Kyathos steht sicher in kausalem Zusammenhang mit der Bezeichnung des Hohlmaßes Kyathos.